# BGL BNP Paribas Luxembourg Open 2021
Il BGL BNP Paribas Luxembourg Open 2021 è un torneo di tennis giocato sul cemento indoor. È la 30ª edizione del BGL Luxembourg Open, che fa parte della categoria WTA 250 nell'ambito del WTA Tour 2021. Si gioca al CK Sportcenter Kockelscheuer di Lussemburgo, in Lussemburgo, dall'11 al 19 settembre 2021.

## Partecipanti

### Singolare
| Nazionalità | Giocatore              | Ranking* | Testa di serie |
| ----------- | ---------------------- | -------- | -------------- |
| Svizzera    | Belinda Bencic         | 12       | 1              |
| Belgio      | Elise Mertens          | 16       | 2              |
| Lettonia    | Jeļena Ostapenko       | 30       | 3              |
| Russia      | Ekaterina Aleksandrova | 34       | 4              |
| Rep. Ceca   | Markéta Vondroušová    | 38       | 5              |
| Cina        | Zhang Shuai            | 49       | 6              |
| Russia      | Ljudmila Samsonova     | 52       | 7              |
| Francia     | Alizé Cornet           | 56       | 8              |

- Ranking al 30 agosto 2021.

#### Altre partecipanti
Le seguenti giocatrici hanno ricevuto una Wildcard per il tabellone principale:
- Anna-Lena Friedsam
- Mandy Minella
- Stefanie Vögele

Le seguenti giocatrici sono passate dalle qualificazioni:

- Jana Fett
- Arianne Hartono
- Ekaterina Makarova
- Jule Niemeier
- Lesja Curenko
- Anastasija Zacharova

#### Ritiri
Prima del torneo
- Clara Burel → sostituita da  Océane Dodin
- Andrea Petković → sostituita da  Astra Sharma
- Kateřina Siniaková → sostituita da  Aljaksandra Sasnovič
- Nina Stojanović → sostituita da  Clara Tauson

### Doppio
| Nazione     | Giocatrice       | Nazione   | Giocatrice      | Ranking* | Testa di serie |
| ----------- | ---------------- | --------- | --------------- | -------- | -------------- |
| Rep. Ceca   | Marie Bouzková   | Rep. Ceca | Lucie Hradecká  | 93       | 1              |
| India       | Sania Mirza      | Cina      | Zhang Shuai     | 150      | 2              |
| Giappone    | Eri Hozumi       | Giappone  | Makoto Ninomiya | 162      | 3              |
| Bielorussia | Lidzija Marozava | Romania   | Andreea Mitu    | 178      | 4              |

* Ranking al 30 agosto 2021.

#### Altre partecipanti
Le seguenti coppie di giocatrici hanno ricevuto una Wildcard per il tabellone principale:
- Anna-Lena Friedsam /  Lena Papadakis
- Mandy Minella /  Ljudmila Samsonova

La seguente coppia di giocatrici è entrata in tabellone con il protect ranking:
- Vitalija D'jačenko /  Jana Sizikova

#### Ritiri
Prima del torneo
- Mona Barthel /  Kaitlyn Christian → sostituite da  Kaitlyn Christian /  Anna Karolína Schmiedlová

## Campionesse

### Singolare
Clara Tauson ha sconfitto in finale  Jeļena Ostapenko con il punteggio di 6-3, 4-6, 6-4.

### Doppio
Greet Minnen /  Alison Van Uytvanck hanno sconfitto in finale  Erin Routliffe /  Kimberley Zimmermann con il punteggio di 6-3, 6-3.